# 志田房子
志田 房子（しだ ふさこ、1937年（昭和12年）7月2日 – ）は、琉球舞踊家、重要無形文化財「琉球舞踊立方」保持者（人間国宝）。琉球舞踊重踊流宗家。本名・志田フサ子。

## 来歴・人物
1937年、沖縄県那覇市に生まれる。
1940年に琉球芸能の大家の玉城盛重に師事。1947年に沖縄民政府主催の芸能審査会で資格証明書を取得、舞踊家としての活動を始める。盛重の没後は、田島清郷・仲井真盛良・金武良章・金城宗善・西平守模・真境名佳子・玉城盛義・島袋光裕・新垣義志らの名人上手から、それぞれの得意曲を伝授される。東京・沖縄を拠点に、後進育成や琉球舞踊の舞台活動をおこない、琉球舞踊の普及発展に貢献する。
1988年に昭和62年度文化庁芸術祭芸術祭賞を、1992年に平成3年度（第42回）文化庁芸術選奨文部大臣賞をそれぞれ受賞した。2009年、重要無形文化財「琉球舞踊」保持者の総合認定を受ける。2021年、重要無形文化財「琉球舞踊立方」保持者（人間国宝）に認定される。「人間国宝」認定に際しては「抽象的な所作によって内面を表現する古典舞踊から、庶民の生き生きとした姿を描く雑踊まで、幅広い芸域を高度に保持するに至った」という評価が記されている。
2023年、旭日小綬章受章。
娘は、琉球舞踊家で琉球舞踊 重踊流 二世宗家の志田真木。